# Friese waterlinie

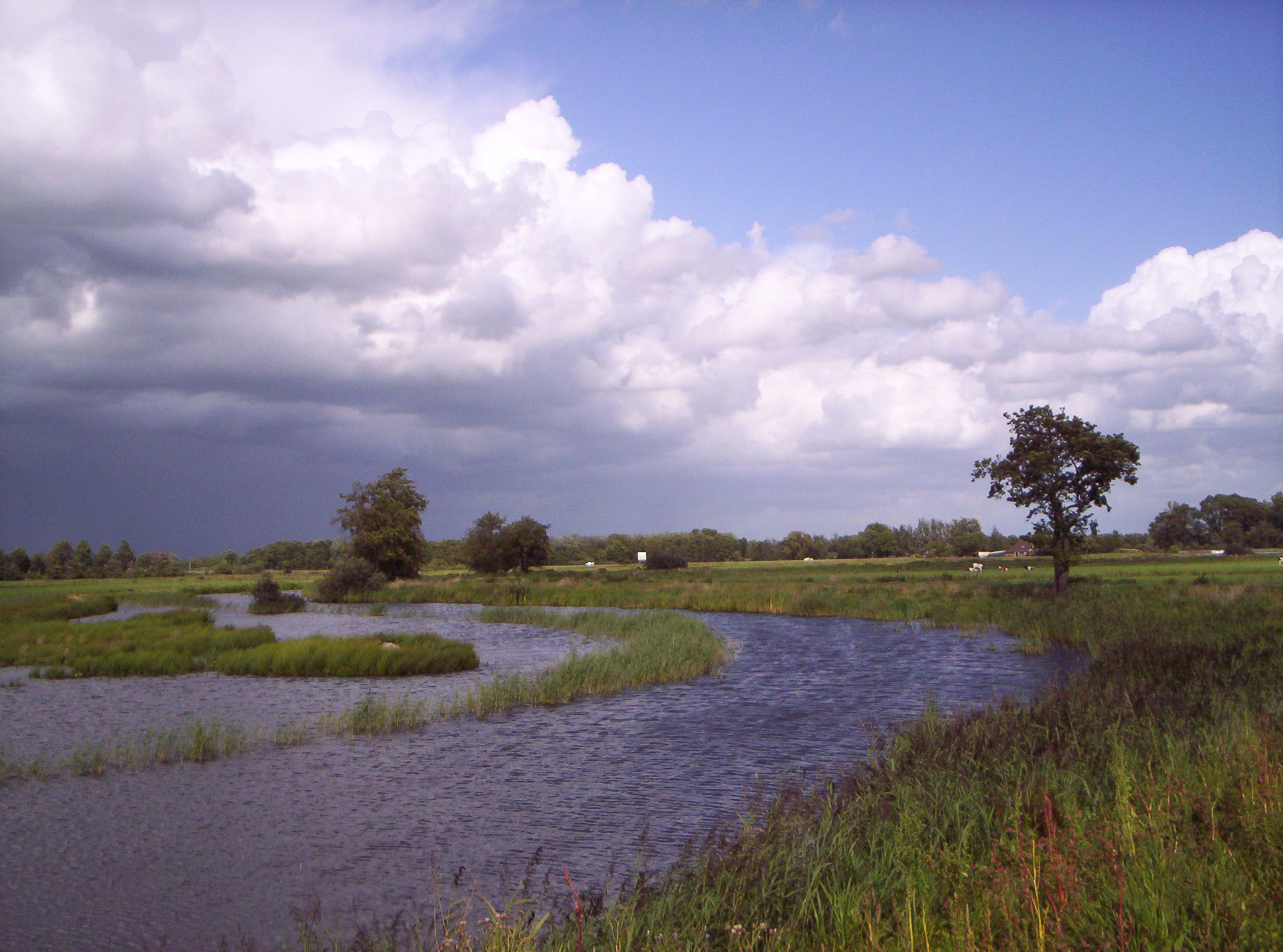
Lindevallei nabij De Blesse.

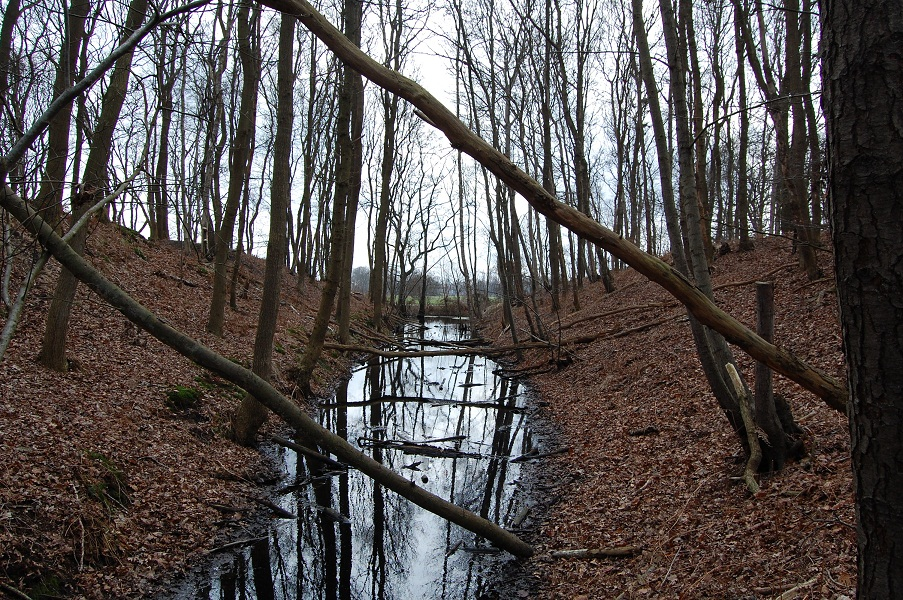
Schans van Frieschepalen.

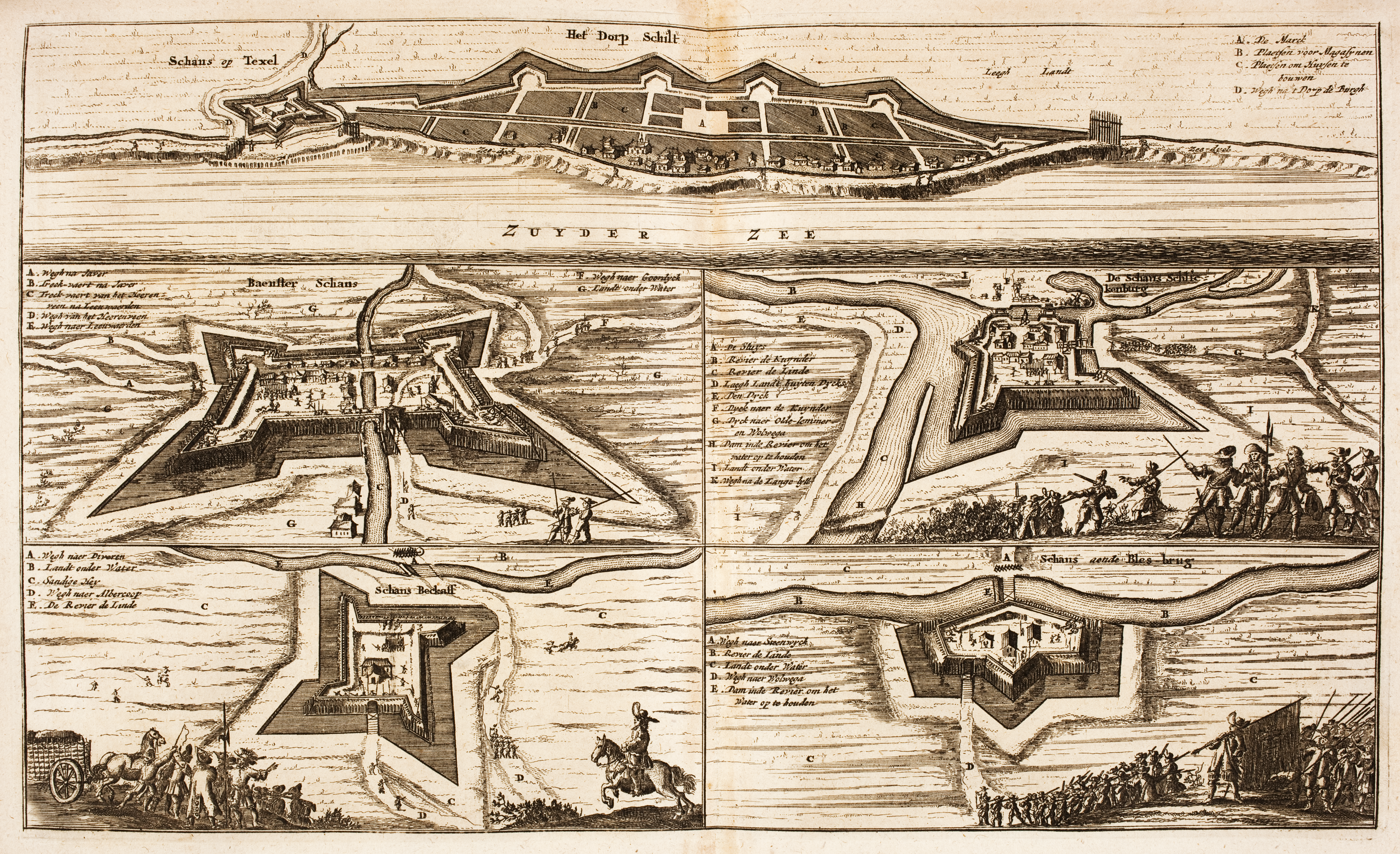
Vier forten van de Friese waterlinie, omstreeks 1675.

De Friese Waterlinie is kort na 1580 aangelegd en begon aan de Zuiderzee, volgde de Linde tot De Blessebrug, vandaar noordwaarts naar de Kuinre en de Schoterbrug, dan over Heerenveen en Terband naar Gorredijk en zo via Donkerbroek en Bakkeveen naar Frieschepalen.
In het oosten sloot de linie in het Westerkwartier aan op de Groninger Waterlinie die doorliep tot Delfzijl. Het gebied langs de schansen, stuwen en dammen werd tijdens de Tachtigjarige Oorlog tegen de Spanjaarden en in het Rampjaar 1672/73 tegen Bernhard von Galen en Franse hulptroepen onder water gezet. De schansen, die op strategische plaatsen lagen, waren de enige doorgangen richting Leeuwarden. Op deze manier werd de Friese hoofdstad beschermd.
De waterlinie wordt sinds eind 20e eeuw hersteld door voormalige schansen weer zichtbaar te maken. Langs de linie zijn wandel- en fietsroutes uitgezet.

## Schansen
- Kuinderschans
- schans Slijkenburg
- Blessebrugschans
- Schoterschans Oudeschoot
- Bantsterschans (Terband/ Heerenveen)
- Tolbrugschans
- Bekhofschans
- schans Makkinga
- Breebergschans
- Zwartendijksterschans
- schans Bakkeveen
- schans Frieschepalen